# Ballada a költészet hatalmáról

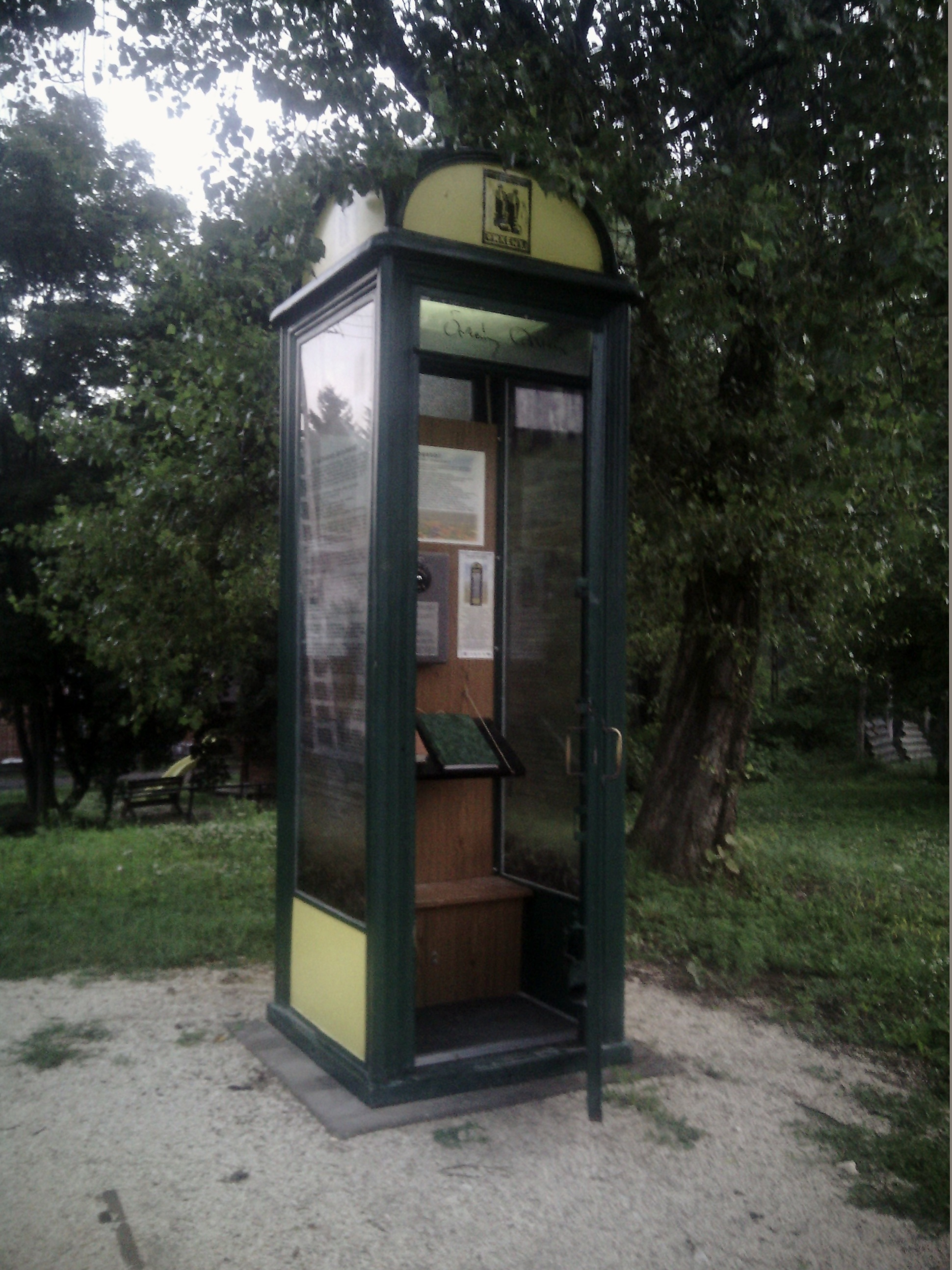
A beszélő telefonfülke
Örkény István emlékműve Remeteszőlősön

A Ballada a költészet hatalmáról Örkény István egyperces novellája. Először 1968-ban jelent meg, az Egyperces novellák kötet Változatok című novellaciklusában. Az alig hatszáz szóból álló groteszk mű főhőse egy körúti telefonfülke, amelyből egy költő felhívja szerkesztőjét, és beolvas egy négysoros versrészletet. A költemény katartikus hatással van a fülkére, amely útnak indul eddigi helyéről, és egy romantikus margitszigeti éjszaka után egy Nagykovácsi melletti rétre költözik. A kirándulók, akik a fülkéből telefonálni próbálnak, tárcsahang helyett csak a négysoros versrészletet hallják.
2013 áprilisában, az Örkény István születésének százéves évfordulója kapcsán megrendezett egyéves programsorozat zárásaként a remeteszőlősi polgármesteri hivatal mellett felállítottak egy telefonfülkét az író emlékére. A fülke ajtaján Örkény életnagyságú portréja, egyik oldalán az életrajza, a másik oldalán pedig a Ballada a költészet hatalmáról szövege látható. A fülkében található telefon kagylójának felemelésekor működésbe lép egy lejátszó egység, amely Örkény tizenöt egypercesének egyikét játssza le ismert színészek tolmácsolásában.